# Eunectes murinus
L'anaconda verde (Eunectes murinus (Linnaeus, 1758)), anche conosciuto come anaconda gigante, anaconda comune o sucuri, è un grande serpente non velenoso, appartenente alla famiglia Boidae, nativo del Sud America. È uno dei serpenti esistenti più pesanti, nonché uno dei più longevi. Il termine "anaconda" viene usato spesso per riferirsi a questa specie, sebbene il termine possa essere applicato anche ad altri membri del genere Eunectes.
Il record fossile di questo serpente risale al tardo Pleistocene nella località di Gruta do Urso, in Brasile.

## Etimologia

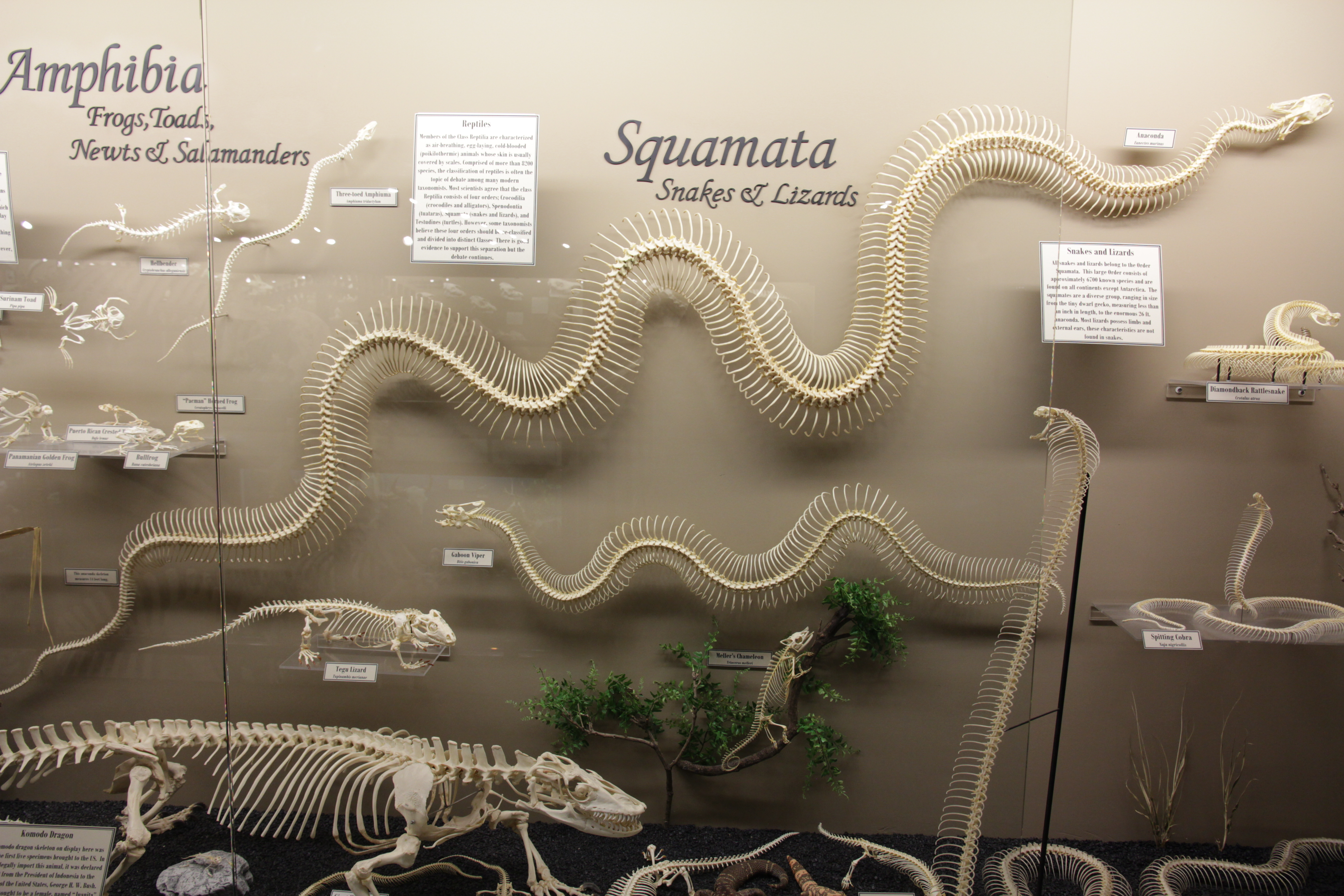
Uno scheletro di 4,3 metri di anaconda verde, presso il Museum of Osteology, insieme ad altri squamati

Il nome specifico murinus viene dal latino, e significa "dei topi", in quanto si credeva che questi roditori costituissero la dieta di questo serpente.
Nella famosa decima edizione del Systema Naturae, del 1758, Carl Linnaeus citò le descrizioni di Albertus Seba e di Laurens Theodorus Gronovius per erigere la distinta specie murina all'interno del suo nuovo genere Boa, che conteneva altre otto specie, tra cui Boa constrictor. Il nome generico Boa deriva da un'antica parola latina per un tipo di grande serpente. I primi esemplari di Boa murina erano individui giovani di 75-90 centimetri di lunghezza. Nel 1830, Johann Georg Wagler eresse un nuovo genere separato, Eunectes (che significa "buon nuotatore" in greco) per il Boa murina di Linneo, dopo aver esaminato e descritto esemplari sempre più grandi. Per via del nome del genere maschile Eunectes, il nome specifico latino femminile murina fu cambiato in murinus.
Linneo, quasi certamente, scelse il nome scientifico Boa murina sulla base della descrizione latina originale data da A. Seba, nel 1735: "Serpens testudinacea americana, murium insidiator" [serpente americano dalle macchie a tartaruga (maculato), un predatore che attende in agguato topi (e ratti)]. L'aggettivo latino murinus (murina) in questo caso significherebbe "di topi" o "connesso ai topi", inteso nel contesto come "predatore di topi", e non come "topo grigio" (altro possibile significato del nome latino murinus) come ora spesso erroneamente indicato per E. murinus. Le prime fonti in lingua inglese, come George Shaw, riferirono Boa murina come "boa dei topi", e la Penny Cyclopaedia (Vol. 5) nel suo testo spiegava: "Il nome murina gli è stato dato perché si diceva che stesse in agguato a caccia di topi". Linneo descrisse l'aspetto del Boa murina in latino come rufus maculis supra rotundatis [bruno-rossastro con macchie arrotondate sulla parte superiore] e non fece alcun riferimento a una colorazione grigia. Le prime descrizioni dell'anaconda verde da diversi autori si riferivano in vario modo al colore generale come marrone, glauco, verde o grigio.
I nomi comuni per E. murinus includono anaconda verde, anaconda gigante, anaconda comune e boa d'acqua.

## Descrizione

Dimensioni di E. murinus (in verde scuro), insieme al pitone reticolato (verde chiaro), e gli estinti Gigantophis (rosso) e Titanoboa (blu)

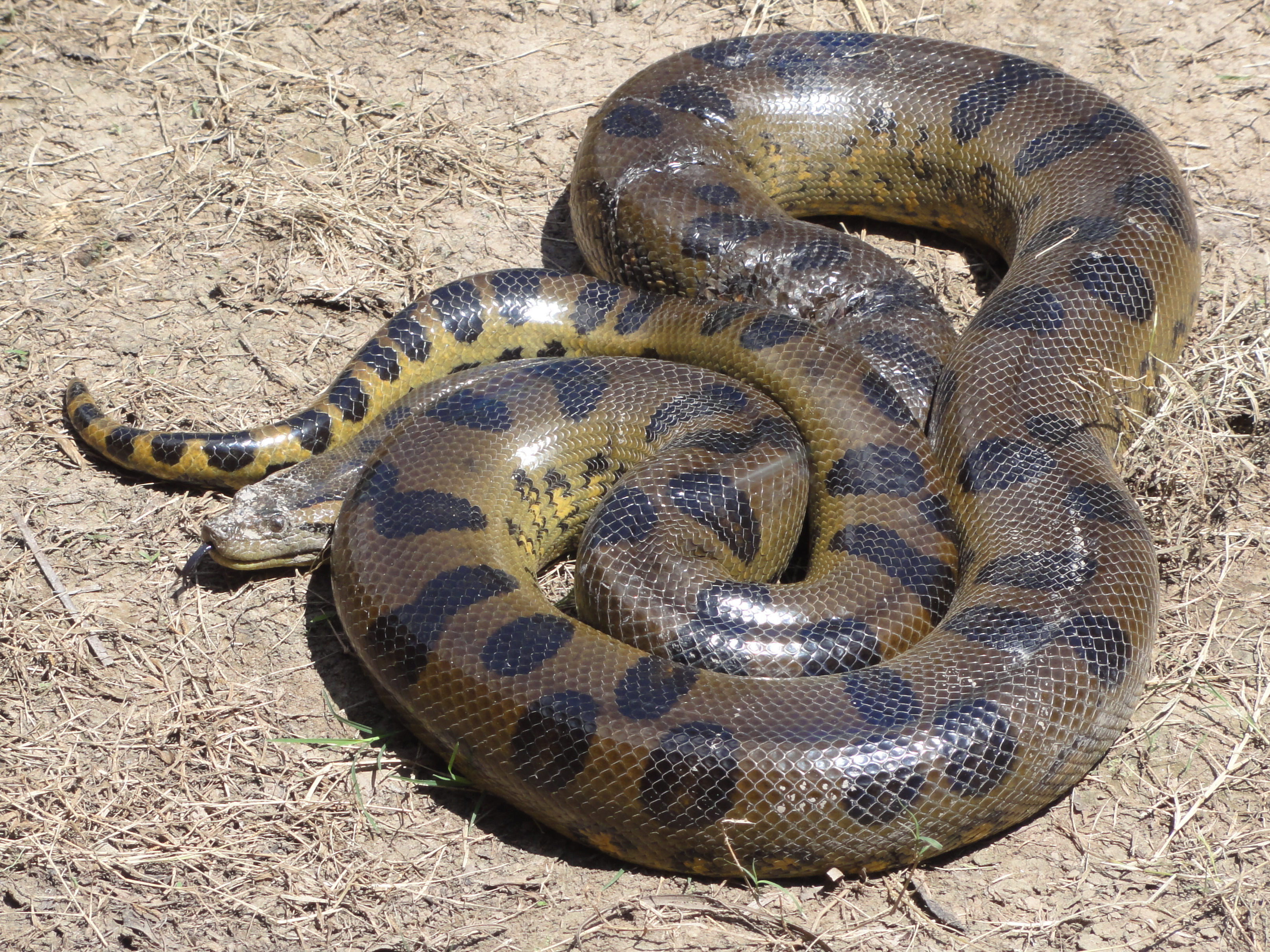
Esemplare di anaconda verde, presso Loreto, Perù

L'anaconda verde è il serpente più pesante al mondo, nonché uno dei serpenti più lunghi, raggiungendo una lunghezza di 5,21 m. Secondo quanto riferito, gli esemplari adulti in media possono raggiungere i 5 m di lunghezza, con le femmine adulte, che presentano una lunghezza media di circa 4,6 metri, essendo generalmente molto più grandi dei maschi, che in media si aggirano intorno ai 3 m. Il peso di questi serpenti è meno documentato, anche se secondo quanto riferito gli adulti medi pesano tra i 30 e i 70 kg. È il più grande serpente originario delle Americhe. Anche se è leggermente più corta del pitone reticolato, è molto più robusta; La robustezza di un anaconda verde di 4,5 metri è paragonabile a quella di un pitone reticolato di 7,4 metri. Esistono anche rapporti di anaconda di 11-12 m o anche più lunghi, ma tali affermazioni devono essere considerate con cautela, poiché nessun esemplare di tali lunghezze è mai stato posseduto da un museo e mancano prove concrete che questi serpenti possano raggiungere tali dimensioni. Tuttavia, è stata offerta una ricompensa in contanti di 50 000 US$ a chiunque riesca a catturare un anaconda di 9,1 metri o più lungo. L'esemplare registrato più lungo e più pesante venne incontrato dal Dr. Jesús Antonio Rivas, che aveva esaminato più di mille anaconda. Si trattava di una femmina di 5,21 m, e del peso di 97,5 kg. Il serpente è interamente ricoperto di squame, tranne nella regione della cloaca. Caratteristica particolare degli anaconda e di tutti gli altri grandi serpenti costrittori è la presenza, nello scheletro del bacino, cui sono anatomicamente collegati, di speroni, ossia minuscoli arti posteriori vestigiali visibili anche esternamente.
La colorazione di questi serpenti è costituita da uno sfondo verde oliva ricoperto da macchie nere lungo tutta la lunghezza del corpo. La testa è stretta rispetto al corpo, solitamente adornata da distintive strisce giallo-arancione su entrambi i lati. Gli occhi sono posizionati in alto sulla testa, consentendo al serpente di vedere fuori dall'acqua mentre nuota senza esporre il resto del corpo.

### Difficoltà nel determinare le dimensioni massime

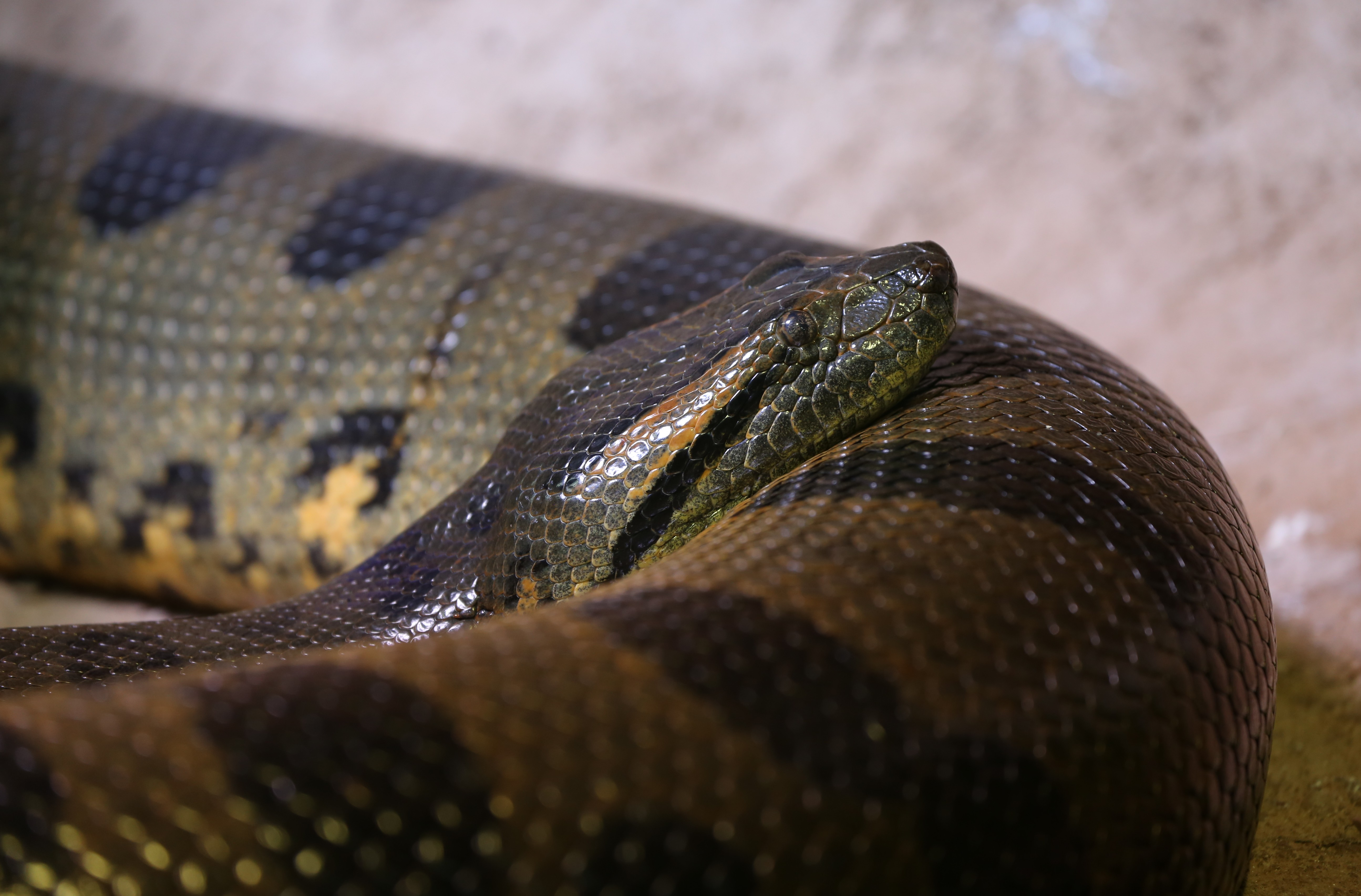
Primo piano della testa di anaconda verde, allo zoo di Hellabrunn

La posizione remota dell'habitat di questo serpente ha storicamente reso difficile localizzare, catturare e trasportare esemplari per i musei. Trasportare esemplari molto grandi nei musei, soprattutto prima di un sostanziale degrado, è piuttosto difficile (sebbene ciò non abbia impedito il ritorno di esemplari di coccodrilli molto più grandi e ingombranti). Le pelli possono allungarsi in modo sostanziale, aumentando le dimensioni del serpente di oltre il 50% se allungate durante il processo di concia, il che ha portato a stime eccessive per questi animali. Rapporti e registri privi di prove fisiche sono considerati dubbi soprattutto se forniti da un'équipe priva di scienziati, poiché tali individui possono, nel peggiore dei casi, essere più interessati a promuovere sé stessi o raccontare storie, o comunque non essere sufficientemente addestrati nei metodi di misurazione scientifica. I rapporti osservativi di animali che non sono stati catturati, sono ancora più dubbiosi, poiché anche scienziati addestrati spesso sovrastimano sostanzialmente le dimensioni degli anaconda prima della cattura. Secondo il Guinness dei primati, questa specie è stata forse soggetta alle esagerazioni delle dimensioni più estreme di qualsiasi altro animale vivente.

### Documenti storici

Iconografia di Boa murina, dalla collezione dell'Università di Amsterdam

Sono riportati numerosi resoconti storici di anaconda verdi, spesso di dimensioni improbabili. Diversi zoologi (in particolare Henry Walter Bates e Alfred Russel Wallace, tra gli altri) udirono di voci di serpenti dalla lunghezza superiore a 9 o 12 m, ma in ogni caso, le loro osservazioni dirette erano limitate a serpenti di circa 6 m di lunghezza. Numerose stime e resoconti di seconda mano abbondano, ma sono generalmente considerati inaffidabili. Per dimostrare il punto delle sovrastimazioni, in Guyana nel 1937, lo zoologo Alpheus Hyatt Verrill chiese alla propria squadra di spedizione con cui si trovava di stimare la lunghezza di un grande anaconda rannicchiata su una roccia. Le stime della squadra andavano da 6,1 a 18,3 m; quando misurato, questo esemplare è risultato essere lungo solo 5,9 m.
Quasi tutti gli esemplari che superano i 6 m, compreso un mirabolante esemplare molto pubblicizzato di 11,36 m di lunghezza, non sono rappresentati da buoni esemplari, e sono spesso composti solo da pelli e ossa.
La pelle di un esemplare, allungata a 10 m, è conservata nell'Instituto Butantan di San Paolo e si dice che provenga da un anaconda di 7,6 m di lunghezza. Mentre si trovava in Colombia nel 1978, l'erpetologo William W. Lamar ebbe un incontro con una grande femmina lunga 7,5 m, che si stima pesasse tra i 136 e i 180 kg. Nel 1962, WL Schurz affermò di aver misurato un serpente in Brasile di 8,46 m con una circonferenza massima di 112 cm. Una femmina, che secondo quanto riferito misurava 7,9 m di lunghezza, uccisa nel 1963 a Nariva Swamp, Trinidad, aveva nel suo stomaco un caimano di 1,5 metri. Un esemplare di 7,3 m, con un peso riferito di 149 kg, fu catturato alla foce del fiume Kassikaityu in Guyana, essendo stato trattenuto da 13 uomini locali, e in seguito fu revocato per una collezione di zoo negli Stati Uniti, ma morì per le cattive condizioni di salute poco dopo. Le dimensioni massime verificate per E. murinus in cattività sono di un esemplare tenuto allo Pittsburgh Zoo & PPG Acquarium, che crebbe fino a 6,27 m di lunghezza, quando morì il 20 luglio 1960. Quando questo esemplare era lungo 5,94 m, pesava 91 kg. Il peso stimato per un anaconda nel raggio di 8 m è di almeno 200 kg. Il National Geographic pubblicò un peso massimo di 227 kg per E. murinus, ma questa è quasi certamente una semplice stima. Il peso di questi animali può variare considerevolmente negli esemplari di grandi dimensioni a seconda delle condizioni ambientali e dell'alimentazione, con il suddetto esemplare di Verrill, estremamente voluminoso, stimato a 163 kg di peso, mentre un altro esemplare considerato grande a 5,06 m, pesava solo 54 kg.

### Stime attuali della dimensione massima

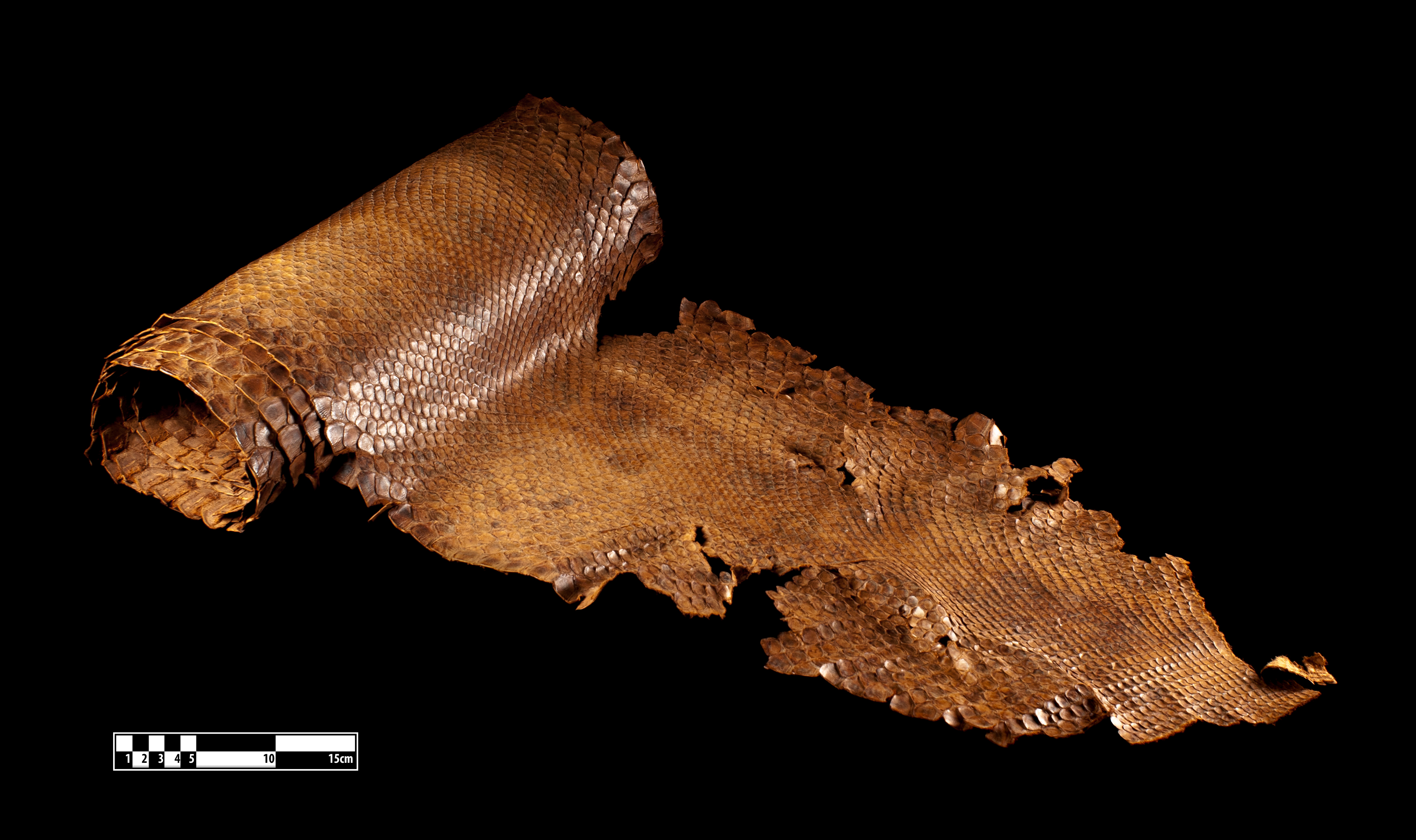
Pelle tassidermiata di anaconda verde

Le dimensioni presentano una sfida per raggiungere le condizioni di riproduzione negli anaconda femmine più grandi. Sebbene delle dimensioni più grandi offrono il vantaggio di poter avere un maggior numero di prole per covata, le maggiori dimensioni limitano la frequenza degli accoppiamenti degli individui più grandi, indicando che esiste un punto in cui il vantaggio le dimensioni maggiori di una covata possono negare alla femmina la capacità di riprodursi nuovamente. Per gli anaconda, questo limite è stimato a circa 6,7 m di lunghezza totale. Ciò è coerente con i risultati di una revisione delle dimensioni alla maturità sessuale e delle dimensioni massime di diversi serpenti del Nord America, che ha rilevato che le dimensioni massime sono comprese tra i 1,5 e i 2,5 al raggiungimento della maturità sessuale. Le dimensioni minime degli anaconda per riprodursi, in un sondaggio di 780 individui, è di 2,1 m di lunghezza, indicando che le dimensioni massime raggiunte dagli anaconda seguendo questo modello sarebbe di 5,3 m. Tuttavia, la maggior parte degli anaconda analizzate è stata catturata nelle llanos, che sono più accessibili agli umani e ospitano prede più piccole, mentre le foreste pluviali, che sono meno esplorate e presentano prede più abbondanti, potrebbero ospitare serpenti più grandi.

## Distribuzione e habitat

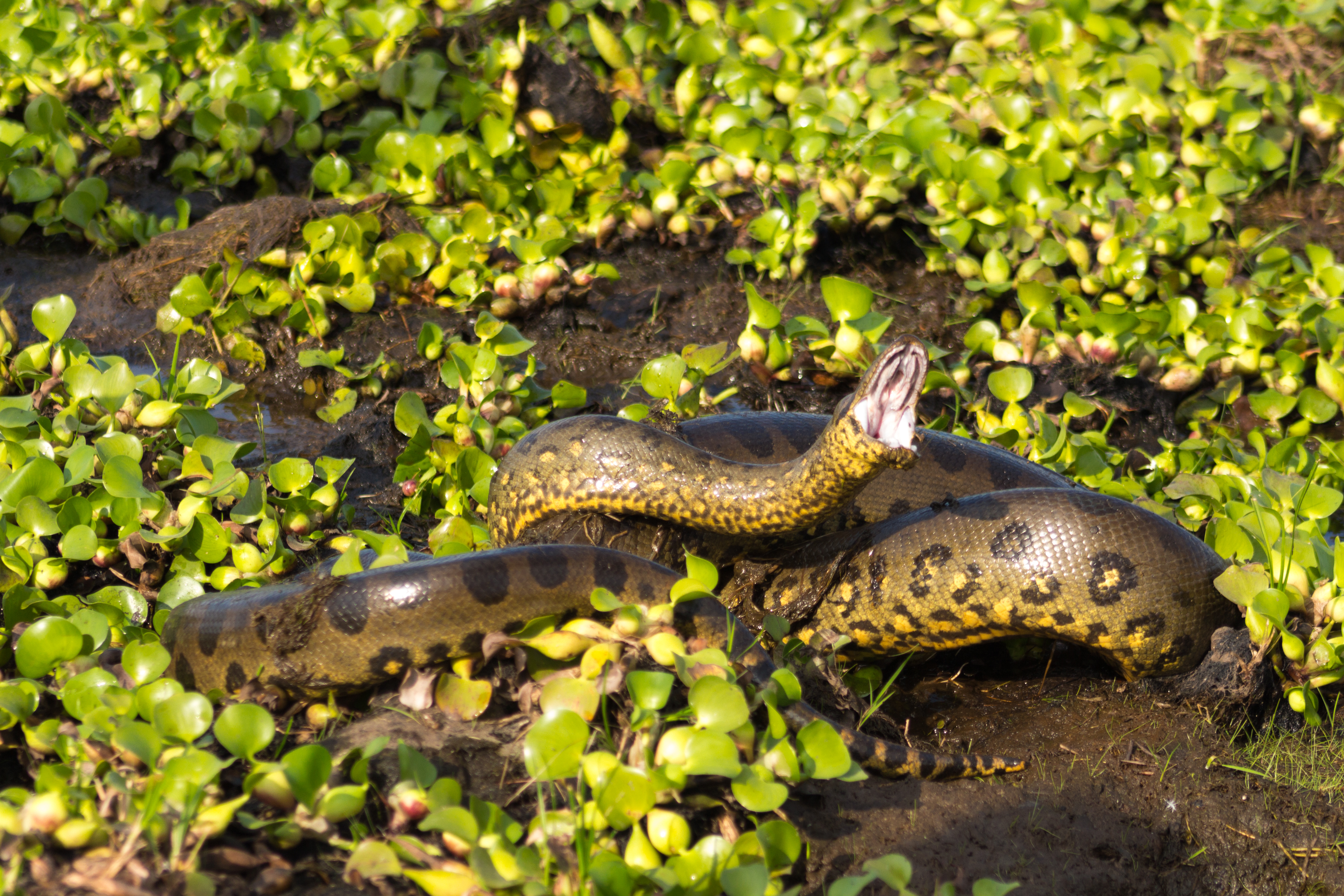
Un esemplare al Hato El Cedral

L'anaconda verde è un serpente nativo del Sud America, e la sua distribuzione geografica si estende a est delle Ande, in paesi come Colombia, Venezuela, Guyana, Ecuador, Perù, Bolivia, Brasile, l'isola di Trinidad, fino al nord del Paraguay. La località tipo indicata è "America".
Gli anaconda vivono in zone umide, paludi e corsi d'acqua dalla corrente lenta, principalmente nelle foreste pluviali tropicali del bacino dell'Amazzonia e dell'Orinoco. Sono animali lenti e goffi a terra, ma sanno essere furtivi ed eleganti nell'acqua. I loro occhi e le aperture nasali sono in cima alla testa, permettendo loro di stare in agguato appena sotto il pelo dell'acqua rimanendo quasi completamente sommersi, attendendo la preda.

## Biologia
Tutte le specie di anaconda sono principalmente notturne e tendono a trascorrere la maggior parte della loro vita dentro o nei pressi di sorgenti d'acqua. Sebbene possano raggiungere elevate velocità nuotando, tendono perlopiù a galleggiare sotto la superficie dell'acqua con il muso sopra la superficie. Quando la preda passa vicino al suo nascondiglio o si avvicina a un corso d'acqua per abbeverarsi, l'anaconda colpisce, serrando le fauci sulla preda, per poi avvolgerla completamente con le sue spire. Il serpente quindi comincerà a stringere la sua presa fino a soffocare la preda.

### Alimentazione

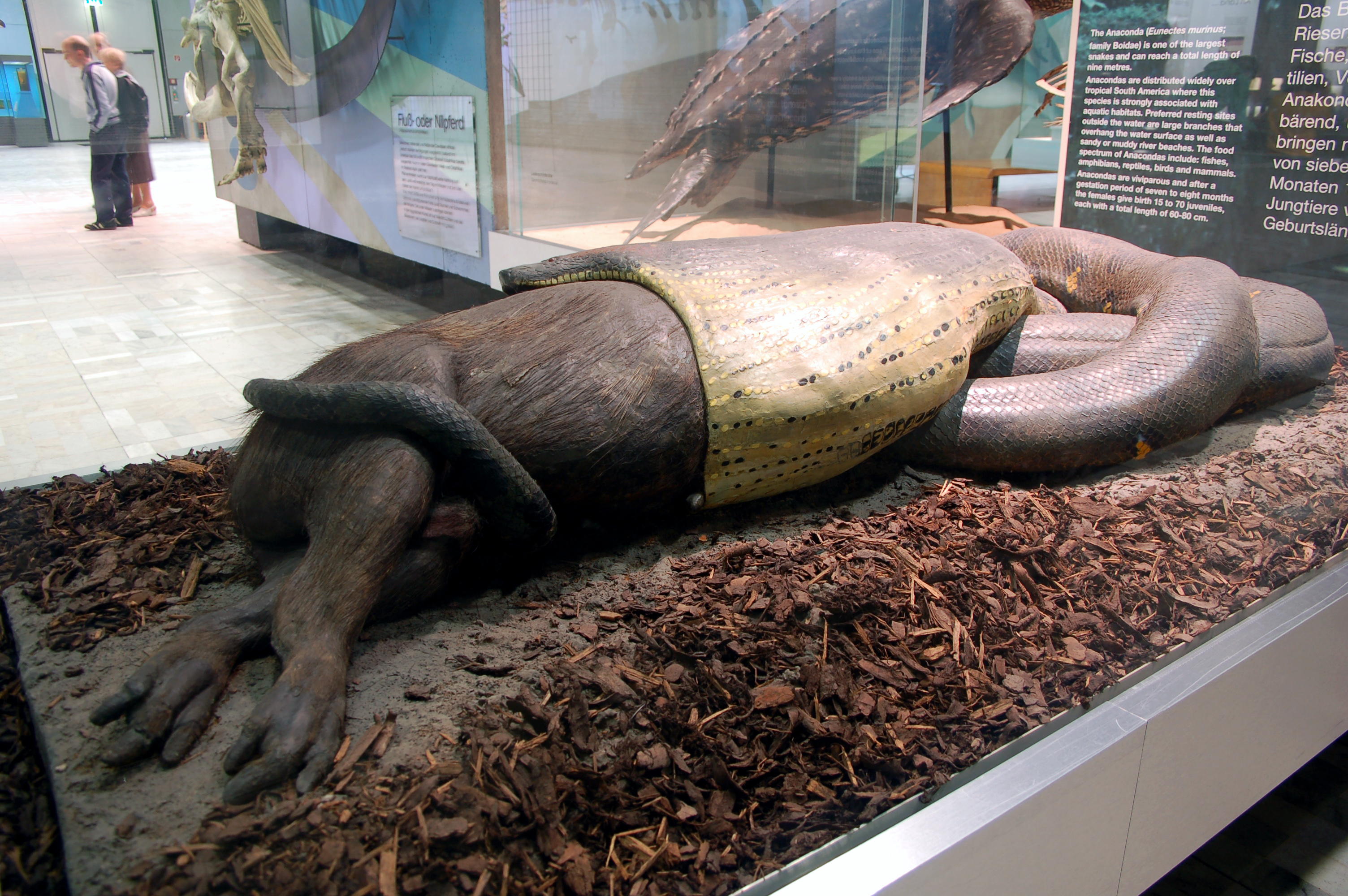
Riproduzione museale di un anaconda verde intento a ingoiare un capibara (Hydrochoerus hydrochaeris), al Senckenberg Naturmuseum

Principalmente acquatici, questi serpenti si nutrono di un'ampia varietà di prede, ossia quasi tutto ciò che riescono a sopraffare, inclusi pesci, uccelli, una gran varietà di mammiferi e altri rettili. Le prede abituali degli esemplari di taglia media includono agouti, paca e scimmie, oppure i più pericolosi caimani, e felini selvatici come gli ocelotti o gli yaguarondi. Anaconda particolarmente grandi possono cacciare e ingoiare anche animali di grandi dimensioni come tapiri, cervi, capibara e caimani adulti, ma pasti così abbondanti non vengono consumati regolarmente.
Gli occhi e il naso dell'anaconda verde si trovano sulla sommità della testa, consentendo al serpente di respirare e tendere imboscate alla propria preda mentre il resto del corpo è nascosto sott'acqua. Molte storie e leggende locali riportano che l'anaconda sia un mangiatore di uomini, sebbene esistano poche prove riguardanti la sua presunta antropofagia. È anche noto che gli anaconda verdi praticano il cannibalismo, e nella maggior parte dei casi registrati riguardano una grossa femmina che divora un maschio più piccolo. Sebbene la ragione esatta di tale comportamento non sia stata ancora del tutto compresa, gli scienziati citano diverse possibilità, tra cui il drammatico dimorfismo sessuale della specie e la possibilità che un anaconda femmina richieda un'assunzione di cibo aggiuntiva dopo la riproduzione per sostenere il lungo periodo di gestazione. Il maschio fornisce semplicemente alla femmina opportunista una fonte di nutrimento pronta.

### Riproduzione

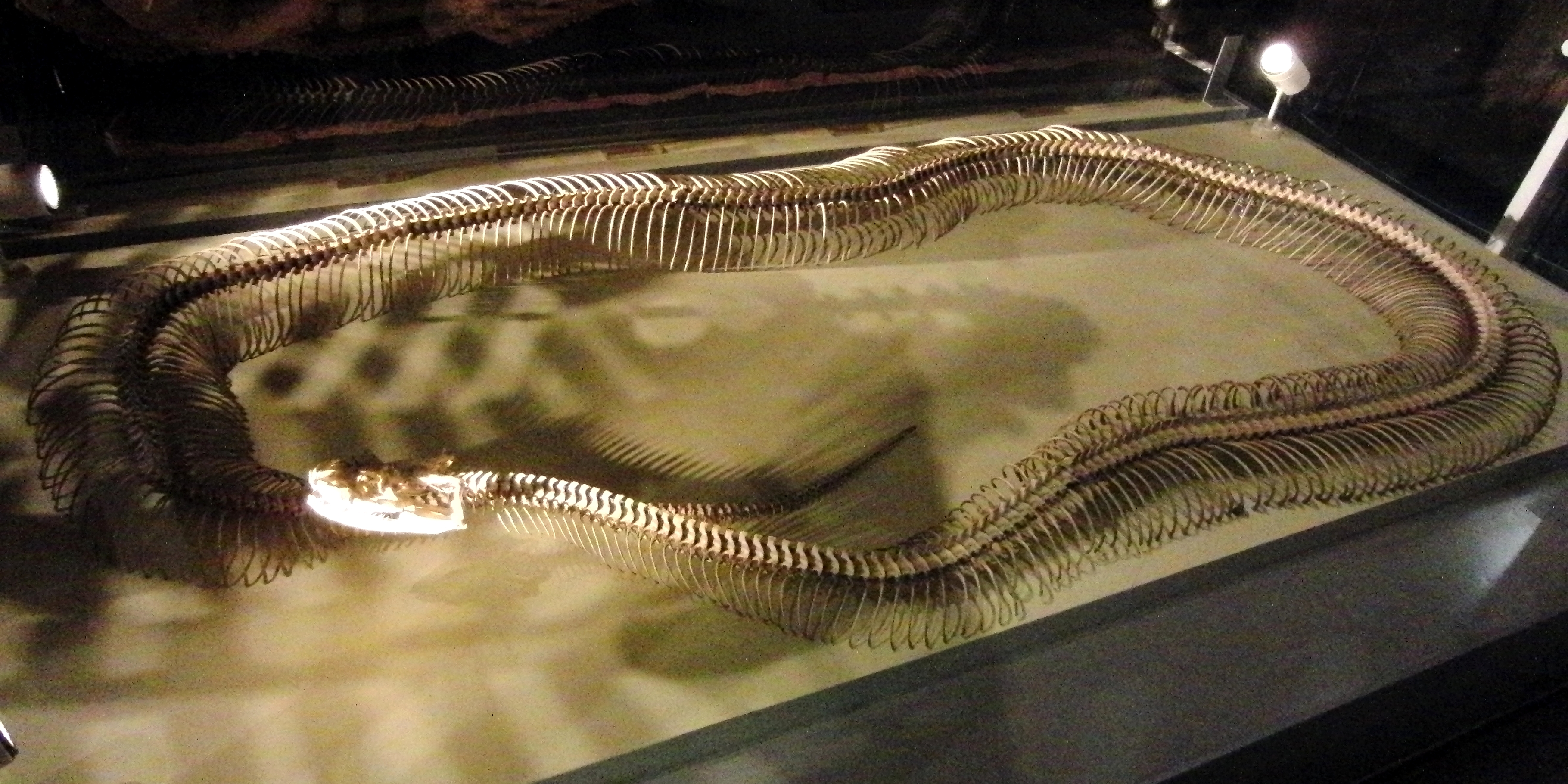
Scheletro di E. murinus, al Museo nazionale della natura e delle scienze, Tokyo, Giappone

Questa specie è solitaria fino alla stagione degli amori, che si verifica durante la stagione delle piogge, e può durare diversi mesi, generalmente da aprile a maggio. Durante questo periodo, i maschi devono trovare le femmine, e alcuni percorrono anche grandi distanze per raggiungerle. In genere, le femmine di serpente tracciano una scia di feromoni che i maschi devono seguire, ma non è ancora chiaro come i maschi di questa specie rintracciano il profumo di una femmina. Un'altra possibilità è che la femmina rilasci uno stimolante nell'aria. Questa teoria è supportata dall'osservazione delle femmine che rimangono immobili, mentre più maschi si avvicinano verso di loro da tutte le direzioni. Anche gli anaconda maschi scuotono spesso la lingua per percepire sostanze chimiche che segnalano la presenza di una femmina.

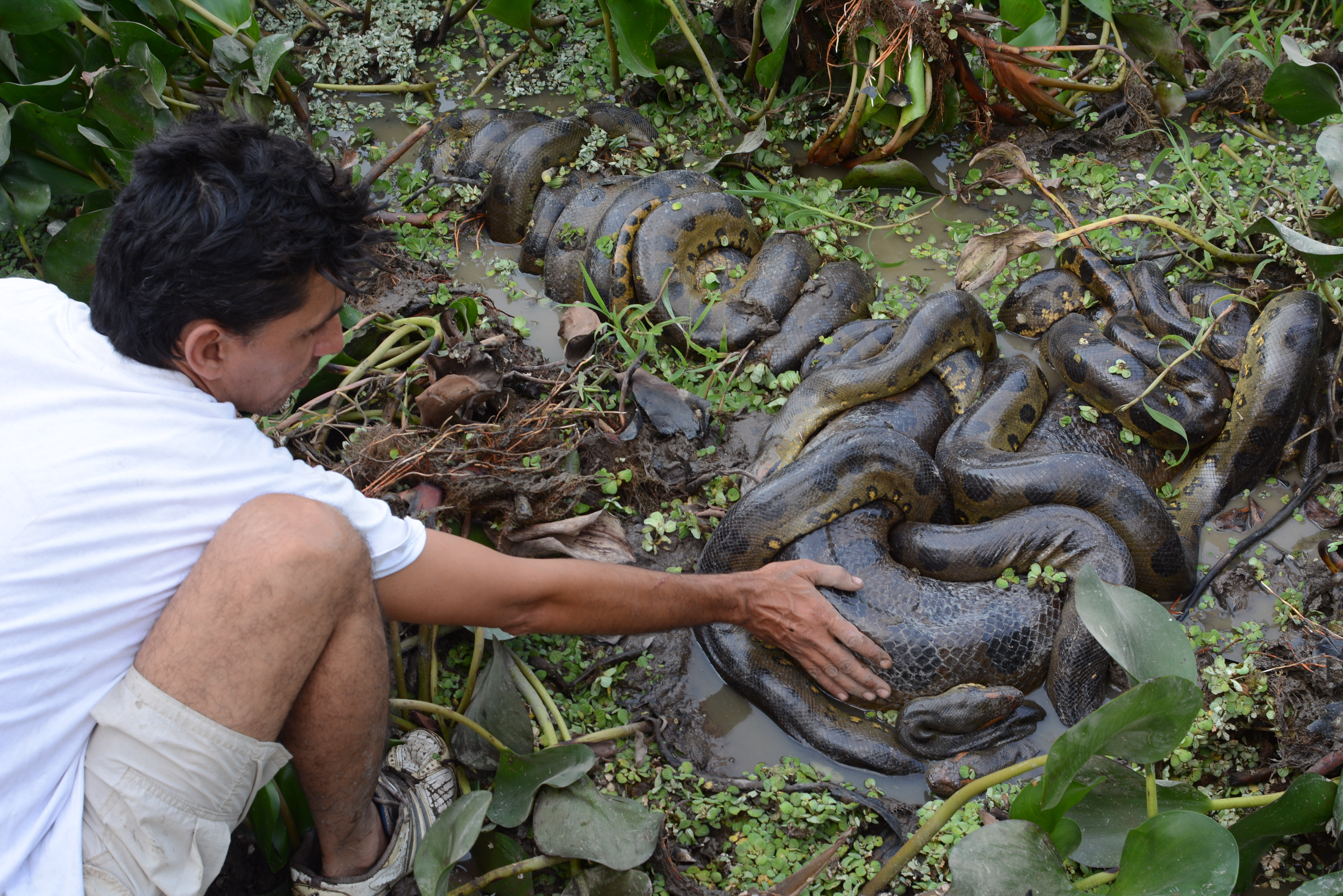
Una "palla di riproduzione", a Los Llanos, Venezuela

Molti maschi possono trovare la stessa femmina. Sebbene più di un maschio possa non essere necessario, ciò si traduce in strani gruppi denominati "palle di riproduzione", in cui fino a 12 maschi si avvolgono attorno alla stessa femmina e tentano di accoppiarsi con essa. Vi sono casi in cui uno di questi gruppi non si sono sciolti per due o quattro settimane. Questa "palla" funge da combattimento al rallentatore tra i maschi, ognuno in lotta per l'opportunità di accoppiarsi con la femmina.
Durante l'accoppiamento, i maschi utilizzano i loro speroni per eccitare la femmina. Premono in modo aggressivo le loro regioni cloacali contro il corpo femminile, mentre la graffiano continuamente con i loro speroni. Questo può produrre un suono graffiante dato dall'attrito con le scaglie della femmina. L'accoppiamento si avvicina al suo culmine quando lo stimolo degli speroni dei maschi inducono la femmina a sollevare la sua regione cloacale, permettendo alle cloache dei due serpenti di muoversi insieme. Il maschio poi avvolge la coda, circondando la femmina e vi si accoppia. Il maschio più forte e più grande è spesso il vincitore. Tuttavia, le femmine sono fisicamente molto più grandi e più forti e possono decidere di scegliere il proprio partner tra i vari maschi. Il corteggiamento e l'accoppiamento avvengono quasi esclusivamente in acqua.
L'accoppiamento è seguito da un periodo di gestazione da sei a sette mesi. La specie è ovovivipara, con femmine che danno alla luce cuccioli vivi. Le cucciolate di solito sono composte da 20 a 40 serpentelli, sebbene ne possano nascere fino a 100. Dopo il parto, le femmine possono perdere fino alla metà del loro peso.
I cuccioli appena nati sono lunghi circa 70-80 centimetri e non ricevono cure parentali. A causa delle loro piccole dimensioni, spesso cadono preda di altri animali. Se sopravvivono, crescono rapidamente fino a raggiungere la maturità sessuale nei loro primi anni, dopodiché il loro tasso di crescita continua a un ritmo più lento.
Tuttavia, quando non sono disponibili maschi per l'accoppiamento, le femmine d'anaconda possono partorire per partenogenesi facoltativa. Nell'agosto 2014, il West Midlands Safari Park ha annunciato che il 12 agosto 2014 una femmina di anaconda verde, che era tenuta con un'altra femmina di anaconda, per partenogenesi diede alla luce tre cuccioli.

## Relazioni con l'uomo
Alcune leggende popolari e presunte esperienze locali narrano di vittime umane cadute preda di questo mastodontico rettile; sebbene non ci sia alcuna prova al riguardo, la veridicità di questi attacchi non è da ritenersi improbabile, sebbene attribuibile solo agli esemplari più grandi.

### In cattività

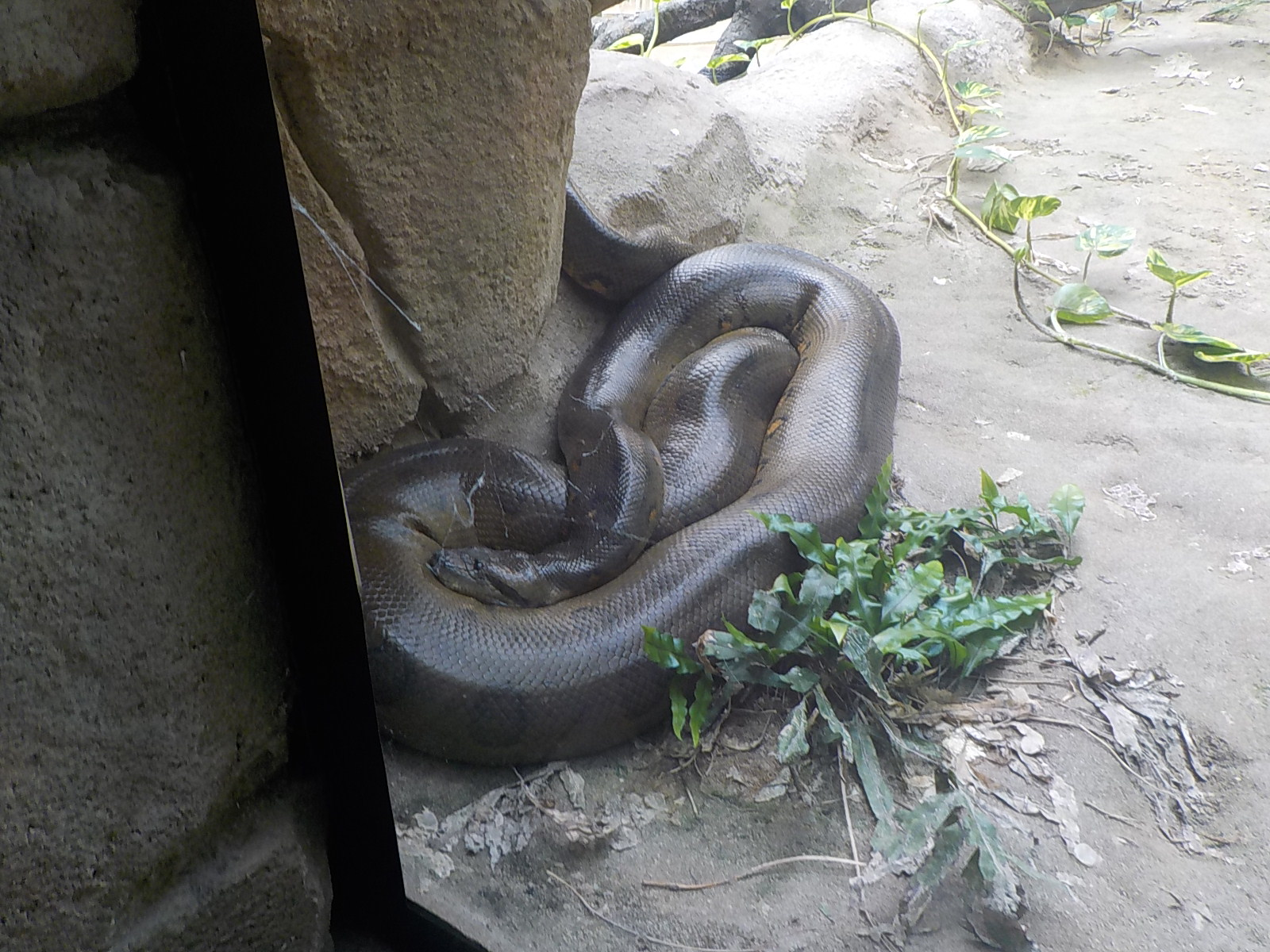
Anaconda verde presso il Parco Natura Viva, Bussolengo, Italia

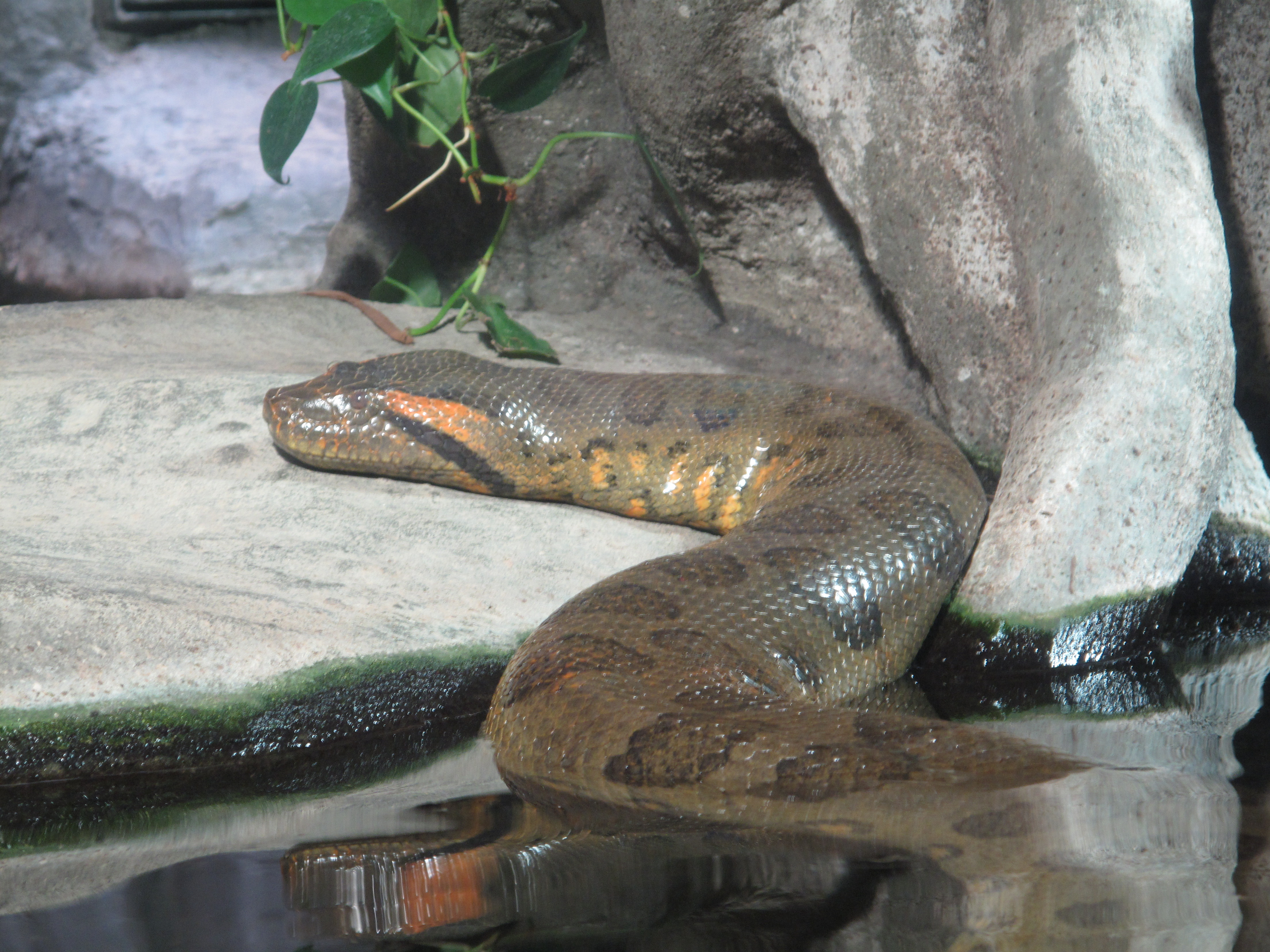
Un esemplare presso lo Zoo di Praga, Repubblica Ceca

L'anaconda verde è un serpente particolarmente ricercato nelle collezioni private e negli zoo, sebbene le sue dimensioni siano una sfida per il suo mantenimento. Il terrario per questo serpente deve essere abbastanza grande per consentire all'animale di muoversi, e necessita di una zona acquatica. La temperatura del terrario può essere mantenuta mediante l'uso di un elemento riscaldante o di lampade infrarossi, UVB. All'interno del rettilario deve essere presente un'area asciutta per consentire al serpente di crogiolarsi alla luce, ma bisogna fornire anche un'area fresca per permettere all'animale di termoregolarsi, in questo caso la zona fresca può essere la parte acquatica del terrario. L'umidità ottimale varia a seconda della provenienza dell'animale, con esemplari provenienti da climi più tropicali che necessitano di un'umidità superiore all'80%.
Gli anaconda in cattività hanno la reputazione di essere imprevedibili e aggressivi, specialmente gli esemplari catturati in natura non adeguatisi all'ambiente domestico. Tuttavia, esemplari allevati in cattività sin dalla nascita, con le dovute cure, possono diventare animali calmi e relativamente tranquilli. A causa delle loro immense dimensioni e della loro forza, tuttavia, è necessario mantenere sempre il giusto rispetto e cautela, ed è meglio lasciarli a proprietari adulti esperti che possono fornire loro i requisiti appropriati. Non è consigliabile procurarsi uno di questi serpenti a meno che non si abbiano già esperienze con altri serpenti di grandi dimensioni. I serpenti di grandi dimensioni richiedono grandi spazi e cure costose. Gli individui adulti, inoltre, richiedono grandi prede, delle dimensioni di un coniglio. Gli anaconda sono, inoltre, dipendenti dall'acqua, pertanto, la loro sistemazione dovrà avere almeno una zona acquatica dove possano immergersi completamente.

### Nella cultura popolare
Grazie a leggende popolari e presunte esperienze locali dei popoli che vivono nello stesso territorio di questi rettili, gli anaconda si sono guadagnati una cattiva nomea, e spesso sono interpretati nella letteratura e nei film dell'orrore, come mostri colossali capaci di ingoiare un essere umano adulto; questi tratti, volutamente mostruosi ed esagerati, sono occasionalmente attribuiti anche ad altre specie, come il pitone birmano, il pitone reticolato (l'unico serpente a cui sono stati effettivamente attribuiti attacchi a uomini adulti in natura) e il boa constrictor (sebbene quest'ultimo non raggiunga dimensioni tali da poter uccidere e ingoiare un essere umano). Tra i più popolari di questi film ci sono il film del 1997 Anaconda e i suoi quattro sequel.